# Rudersdal
El municipio de Rudersdal (en danés, Rudersdal Kommune) es un municipio de Dinamarca con una población de 55.034 habitantes en 2014. Se ubica en el noreste de la isla de Selandia y pertenece a la Región Capital. Su capital se encuentra en Hørsholm y su mayor localidad es Birkerød.
Rudersdal fue creado el 1 de enero de 2007 con la fusión de los antiguos municipios de Søllerød y Birkerød. El nuevo municipio tomó su nombre de la antigua posada Rudersdal, fundada en el siglo XVI, que servía de lugar de descanso en el camino real entre Copenhague y Hillerød. Rudersdal significa "valle de Rude". Rude fue una antigua aldea de los alrededores desaparecida desde la Edad Media.
El municipio de Rudersdal colinda al norte con Allerød y Hørsholm , al este con el Kattegat, al sur con  Lyngby-Taarbæk y al oeste con Furesø.

## Localidades
En 2014, el municipio tiene una población total de 55.034 habitantes. De acuerdo al Departamento de Estadística de Dinamarca, Rudersdal tiene 6 localidades urbanas (byer, localidades con más de 200 habitantes), donde residen 54.105 habitantes. Otras 805 personas viven en áreas rurales y 124 no tienen residencia fija.
| Localidades más pobladas de Rudersdal |                           |                  |
| N.º                                   | Localidad                 | Población (2013) |
| 1                                     | Birkerød                  | 20.144           |
| 2                                     | área urbana de Copenhague | 19.502           |
| 3                                     | Hørsholm                  | 12.296           |
| 4                                     | Skodsborg                 | 1.242            |
| 5                                     | Ravnsnæs                  | 611              |
| 6                                     | Høsterkøb                 | 310              |